# The Rugby Championship 2014
The Rugby Championship 2014 – trzecia edycja The Rugby Championship, corocznego turnieju w rugby union rozgrywanego pomiędzy czterema najlepszymi zespołami narodowymi półkuli południowej – Argentyny, Australii, Nowej Zelandii i RPA. Turniej odbył się systemem ligowym pomiędzy 16 sierpnia a 4 października 2014 roku.
Wliczając turnieje w poprzedniej formie, od czasów Pucharu Trzech Narodów, była to dziewiętnasta edycja tych zawodów.
Terminarz rozgrywek ustalono na początku grudnia 2013 roku, przy czym Argentyna wskazała później stadiony, na których miała rozgrywać swe domowe mecze. Sędziowie zawodów zostali wyznaczeni pod koniec czerwca 2014 roku.
Oba spotkania pierwszej kolejki rozegrano w deszczowych, a nawet gradowych warunkach, przez co pojedynki były wyrównane i nisko punktowane. W pierwszym z nich pomimo dominacji w drugiej połowie oraz dwóch żółtych kartek dla rywali Wallabies nie zdołali pokonać Nowozelandczyków, a oba zespoły wymieniły się jedynie czterema karnymi Kurtley Beale'a i Aarona Crudena. Dzięki remisowi jednak, podobnie jak w latach 2010 i 2012, Australijczycy przerwali zmierzającą ku rekordowi passę zwycięstw All Blacks. Z kolei Springboks mocno weszli w mecz z Argentyną już w początkowych minutach zdobywając przyłożenie podwyższone z trudnej pozycji przez Handré Pollarda. Dalsza część spotkania upłynęła pod znakiem błędów obu stron, które do pięćdziesiątej minuty dołożyły zaledwie po dwa celne karne. Siedmiopunktowa przewaga gospodarzy utrzymała się zatem do końca meczu, choć Pumas szczególnie w ostatnim kwadransie gry mieli okazje przynajmniej na wyrównanie.
Drugie spotkanie Bledisloe Cup zakończyło się wysokim zwycięstwem Nowozelandczyków, mimo iż po raz kolejny dwukrotnie grali w czternastu. Po początkowej wymianie karnych All Blacks przyśpieszyli tempo gry i zdobyli dwa przyłożenia, gdy dziesięciominutową karę odbywał Rob Simmons, a już po przerwie Kieran Read i Richie McCaw zdobyli kolejne trzy przyłożenia, w tym dwa z maula autowego. Australijczycy mieli problemy z przebiciem się przez obronę rywali, jedynie w połowie drugiej części meczu udało im się zdobyć dwa szybkie przyłożenia, jednak było już wówczas za późno na uratowanie korzystnego wyniku. Wallabies pognębił dodatkowo Steven Luatua w ostatniej akcji spotkania, toteż Nowozelandczycy przedłużyli passę bez porażki na Eden Park trwającą od roku 1994. Rewanżowe spotkanie w Salcie było równie wyrównane jak pierwsze. Pumas mieli przewagę zarówno w posiadaniu piłki, jak i terytorium, wykorzystując dominację w formacji młyna. Przełożyła się ona na przewagę punktową dopiero po przerwie, w pierwszej części meczu bowiem uniemożliwiła to duża liczba błędów i niecelnych kopów. W sześćdziesiątej minucie Argentyńczycy prowadzili zatem 28–16 i byli na najlepszej drodze do pierwszego w historii zwycięstwa nad Springboks, jednak już wkrótce ich rywale dwoma podwyższonymi przyłożeniami wyszli na prowadzenie. Nadzieję gospodarzom przywrócił celnym kopem Marcelo Bosch, lecz tym samym odpowiedział Morné Steyn ustalając wynik spotkania. W tej kolejce pięćdziesiąte testmecze zagrali Cory Jane i Marcos Ayerza.
Rozegrany w deszczu mecz pomiędzy Nową Zelandią i Argentyną zakończył się przekonującą wygraną gospodarzy, między innymi dzięki dwóm przyłożeniom skutecznego Juliana Savei i powstrzymaniu formacji młyna Pumas. W Perth Australijczycy wyszli na prowadzenie w pierwszej minucie po przyłożeniu Israela Folau, wkrótce jednak pięć punktów zdobył również Cornal Hendricks. Reszta meczu przebiegała pod dyktando błędów obu stron, a główną rolę objęli kopacze – na każdego karnego wykorzystanego przez Bernarda Foleya dwoma odpowiadał Morné Steyn. Bryan Habana został ukarany żółtą kartką w swym setnym występie w barwach Springboks w sześćdziesiątej siódmej minucie, a podczas jego nieobecności Wallabies zdobyli dziesięć punktów obejmując jednopunktowe prowadzenie, które utrzymało się przez końcowe kilka minut spotkania. Sędziowie obydwu spotkań – Pascal Gaüzère i George Clancy – za dużą liczbę błędów ściągnęli na siebie falę krytyki ze strony komentatorów, ekspertów i byłych arbitrów.
Czwarta runda rozpoczęła się w Wellington setnym testmeczem Jeana de Villiersa, lecz nie był to do końca udany występ dla jego zespołu. Gospodarze zdominowali posiadanie piłki oraz terytorium, przez co w pierwszej połowie Springboks wykonali dwukrotnie więcej szarż w obronie. Pomimo nieustającej mżawki All Blacks wykorzystywali szybkie podania, by sondować obronę rywali przy przegrupowaniach, jednak to goście na przerwę schodzili z jednopunktowym prowadzeniem, gdyż na trzecie z rzędu przyłożenie Hendricksa Nowozelandczycy odpowiedzieli tylko dwoma celnymi kopami Aarona Crudena. W przegrupowaniach prym wiedli Read i Brodie Retallick, choć przeszkadzać próbowali im Marcell Coetzee i Duane Vermeulen, z kolei w formacji autowej górą byli reprezentanci RPA z Victorem Matfieldem na czele. Dobry mecz rozgrywał też Ben Smith przesunięty na pozycję numer 12, gdy rękę złamał Maʻa Nonu. Dominację na punkty All Blacks przełożyli dopiero po przerwie – po dokładnym przekopnięciu Crudena przez szerokość boiska walkę o piłkę wygrał Read, który mimo asysty obrońców odegrał ją do Richiego McCaw, który zdobył pięć punktów. Dropgolem popisał się następnie Pollard, jednak przewagę do czterech punktów powiększył ponownie celnym karnym Beauden Barrett. Ostatnia faza meczu to nieustanne ataki gości pragnących zdobyć dające wygraną przyłożenie, obrona Nowozelandczyków jednak wytrzymała, dzięki czemu na kolejny rok utrzymali Freedom Cup. Podobny przebieg miało drugie spotkanie, w którym Australia podejmowała Argentynę, a dominacja zarówno czasowa, jak i terytorialna Wallabies była bezdyskusyjna. Tak jak tydzień wcześniej gospodarze szybko wyszli na prowadzenie dzięki Michaelowi Hooperowi, wkrótce jednak po kontrataku straty wyrównał Manuel Montero. Pod koniec pierwszej połowy napór Australijczyków jeszcze się zwiększył, lecz desperacka obrona Pumas nie pozwoliła na wejście na pole punktowe, gospodarze zatem musieli zadowolić się sześcioma punktami z karnych. Już po przerwie drugie przyłożenie zdobył Hooper, a pięć punktów Petera Bethama w sześćdziesiątej minucie zwiększyło przewagę do stanu 29–13. Następnie jednak inicjatywa przeszła w ręce Argentyńczyków, a ich pomysłowa gra zaowocowała dwoma przyłożeniami. Goście nie ustawali w wysiłkach, marnując kilka dogodnych okazji, a mecz zakończył się, gdy zdaniem arbitra Tomás Cubelli zbyt szybko wrzucił piłkę do młyna. Na stadion w Gold Coast przybyło nieco ponad czternaście tysięcy widzów, co stanowiło najsłabszy wynik od rozegranego w 1998 roku na Ballymore Stadium meczu kwalifikacji do Pucharu Świata 1999, a swój pięćdziesiąty występ świętował Tatafu Polota-Nau.
Na kolejkę przed końcem zawodów triumf zapewnili sobie Nowozelandczycy odnosząc w Argentynie zwycięstwo za pięć punktów. Obrona All Blacks doskonale działała wymuszając błędy gospodarzy i pozwalając im jedynie na zdobycie sześciu punktów z karnych, a formacja ataku zdobyła cztery przyłożenia, wspomożone stuprocentową skutecznością Barretta. Wytrwałość Pumas została nagrodzona siedmiopunktową akcją w samej końcówce meczu. Wcześniej zaś czterdzieści pięć tysięcy widzów zgromadzonych na Newlands Stadium było świadkami bardzo wyrównanego pojedynku. Wynik niepodwyższonym przyłożeniem otworzył Coetzee, a wszystkie dziesięć punktów Australijczyków padło w okolicach dwudziestej szóstej minuty – Foley wykorzystał karnego i podwyższenie po przyłożeniu Adama Ashley-Coopera. Wallabies utrzymali tę przewagę do siedemdziesiątej minuty mając nadzieję na pierwsze od dwudziestu dwóch lat zwycięstwo w Kapsztadzie. Jednak ostatnie dziesięć minut należało do gospodarzy, którzy w tym czasie zdobyli dwadzieścia punktów dzięki Patrickowi Lambiemu i de Villiersowi. W bonusowym zwycięstwie wyróżnili się również Schalk Burger, Bismarck du Plessis, Bakkies Botha i wybrany najlepszym zawodnikiem meczu Francois Hougaard.
Podobnie jak rok wcześniej widzowie na Ellis Park byli świadkami szybkiego, emocjonującego pojedynku. Wśród gospodarzy świetną pierwszą połowę rozegrał zdobywca wyróżnienia dla najlepszego juniora tego roku, Handré Pollard, który zdobył dwa przyłożenia i celnie wykonał trzy podwyższenia. Nowozelandczycy odpowiedzieli podwyższonym przyłożeniem i dwoma celnymi karnymi, choć przez większość czasu byli stroną broniącą się. Tuż po przerwie Pollard dołożył jeszcze trzy punkty z karnego zwiększając dystans do jedenastu punktów, wkrótce przewagę zyskali jednak goście. W odstępie kilku minut zdobyli dwa przyłożenia, a choć Barrett podwyższył tylko jedno z nich, All Blacks prowadzili jednym punktem. Po nieudanym dropgolu w siedemdziesiątej szóstej minucie Lambie skutecznie wykonał karnego dwie minuty później dając Springboks pierwsze od trzech lat zwycięstwo nad Nowozelandczykami. Spotkanie to przerwało dwudziestodwumeczową passę bez porażki All Blacks dając rywalom dozę nadziei na rok przed Pucharem Świata 2015. Powody do zadowolenia po ostatnim meczu mieli także Argentyńczycy, którzy odnieśli pierwsze zwycięstwo w trzyletniej historii swych występów w tym turnieju. Początek meczu jednak na to nie wskazywał, bowiem Wallabies już w pierwszym kwadransie gry prowadzili 14–0. Do końca meczu zdobyli jednak tylko trzy punkty, otrzymali natomiast dwie żółte kartki oraz oddali rywalom dwukrotnie więcej karnych. Konsekwentnie grający gospodarze przejęli inicjatywę korzystając z dominującej formacji młyna, jeszcze przed przerwą zdobywając osiem punktów, zaś w drugiej odsłonie podwyższone przyłożenie i wykorzystując dwa karne, tym samym triumfując w meczu z Australijczykami po raz pierwszy od 1997 roku. Gościom w przygotowaniu do spotkania nie pomogła długa podróż i afera SMS-owa Kurtleya Beale'a, a także seria kontuzji, która między innymi spowodowała, iż w meczowym składzie znalazł się uważany za dziewiątego w kraju młynarz, Josh Mann-Rea.
World Rugby opublikowała statystyczną analizę turnieju.

## Uczestnicy
| Zespół            | Trener          | Kapitan          |
| ----------------- | --------------- | ---------------- |
| Argentyna         | Daniel Hourcade | Agustín Creevy   |
| Australia         | Ewen McKenzie   | Michael Hooper   |
| Nowa Zelandia     | Steve Hansen    | Richie McCaw     |
| Południowa Afryka | Heyneke Meyer   | Jean de Villiers |

## Mecze
| 16 sierpnia 201420:05 | Australia          | 12:12(3:9) | Nowa Zelandia  | ANZ Stadium, Sydney Widzów: 68 627 Sędzia: Jaco Peyper |
| 16 sierpnia 201420:05 | Beale 12 (4K)      | 12:12(3:9) | Cruden 12 (4K) | ANZ Stadium, Sydney Widzów: 68 627 Sędzia: Jaco Peyper |
| 16 sierpnia 201420:05 | Crockett · Barrett | 12:12(3:9) |                | ANZ Stadium, Sydney Widzów: 68 627 Sędzia: Jaco Peyper |

| 16 sierpnia 201417:00 | Południowa Afryka                          | 13:6(10:3) | Argentyna      | Loftus Versfeld Stadium, Pretoria Widzów: 30 453 Sędzia: John Lacey |
| 16 sierpnia 201417:00 | Pollard 5 (pd K) Steyn 3 (K) Pienaar 5 (P) | 13:6(10:3) | Sánchez 6 (2K) | Loftus Versfeld Stadium, Pretoria Widzów: 30 453 Sędzia: John Lacey |

| 23 sierpnia 201419:35 | Nowa Zelandia                                                                                         | 51:20(23:6) | Australia                                  | Eden Park, Auckland Widzów: 48 211 Sędzia: Romain Poite |
| 23 sierpnia 201419:35 | Cruden 19 (5pd 3K) Smith 2 (pd) Savea 5 (P) Read 5 (P) McCaw 10 (2P) Luatua 5 (P) 1 karne przyłożenie | 51:20(23:6) | Beale 10 (2pd 2K) Folau 5 (P) Hooper 5 (P) | Eden Park, Auckland Widzów: 48 211 Sędzia: Romain Poite |
| 23 sierpnia 201419:35 | McCaw · Franks                                                                                        | 51:20(23:6) | Simmons                                    | Eden Park, Auckland Widzów: 48 211 Sędzia: Romain Poite |

| 23 sierpnia 201416:10 | Argentyna                                                                                  | 31:33(13:16) | Południowa Afryka                                                             | Estadio Padre Ernesto Martearena, Salta Widzów: 17 000 Sędzia: Steve Walsh |
| 23 sierpnia 201416:10 | Sánchez 10 (2pd 2K) Hernández 3 (dg) Bosch 3 (K) Tuculet 5 (P) Montero 5 (P) Cubelli 5 (P) | 31:33(13:16) | Pollard 11 (pd 3K) Steyn 7 (2pd K) Habana 5 (P) Hendricks 5 (P) Coetzee 5 (P) | Estadio Padre Ernesto Martearena, Salta Widzów: 17 000 Sędzia: Steve Walsh |

| 6 września 201419:35 | Nowa Zelandia                                                       | 28:9(13:6) | Argentyna      | McLean Park, Napier Widzów: 21 329 Sędzia: Pascal Gaüzère |
| 6 września 201419:35 | Slade 5 (pd K) Barrett 3 (K) Smith 5 (P) Savea 10 (2P) Messam 5 (P) | 28:9(13:6) | Sánchez 9 (3K) | McLean Park, Napier Widzów: 21 329 Sędzia: Pascal Gaüzère |

| 6 września 201418:05 | Australia                                | 24:23(11:14) | Południowa Afryka             | Patersons Stadium, Perth Widzów: 25 718 Sędzia: George Clancy |
| 6 września 201418:05 | Foley 14 (pd 4K) Folau 5 (P) Horne 5 (P) | 24:23(11:14) | Steyn 18 (6K) Hendricks 5 (P) | Patersons Stadium, Perth Widzów: 25 718 Sędzia: George Clancy |
| 6 września 201418:05 | Habana                                   | 24:23(11:14) |                               | Patersons Stadium, Perth Widzów: 25 718 Sędzia: George Clancy |

| 13 września 201419:35 | Nowa Zelandia                           | 14:10(6:7) | Południowa Afryka                 | Westpac Stadium, Wellington Widzów: 35 747 Sędzia: Jérôme Garcès |
| 13 września 201419:35 | Cruden 6 (2K) Barrett 3 (K) McCaw 5 (P) | 14:10(6:7) | Hendricks 5 (P) Pollard 5 (pd dg) | Westpac Stadium, Wellington Widzów: 35 747 Sędzia: Jérôme Garcès |

| 13 września 201420:05 | Australia                                    | 32:25(14:7) | Argentyna                                                   | Cbus Super Stadium, Gold Coast Widzów: 14 281 Sędzia: Glen Jackson |
| 13 września 201420:05 | Foley 17 (pd 5K) Hooper 10 (2P) Betham 5 (P) | 32:25(14:7) | Sánchez 10 (2pd 2K) Tuculet 5 (P) Montero 5 (P) Bosch 5 (P) | Cbus Super Stadium, Gold Coast Widzów: 14 281 Sędzia: Glen Jackson |

| 27 września 201417:00 | Południowa Afryka                                                   | 28:10(5:10) | Australia                          | DHL Newlands Stadium, Kapsztad Widzów: 44 955 Sędzia: Nigel Owens |
| 27 września 201417:00 | Lambie 10 (P pd dg) Pollard 3 (K) de Villiers 10 (2P) Coetzee 5 (P) | 28:10(5:10) | Foley 5 (pd K) Ashley-Cooper 5 (P) | DHL Newlands Stadium, Kapsztad Widzów: 44 955 Sędzia: Nigel Owens |

| 27 września 201419:10 | Argentyna                                            | 13:34(6:20) | Nowa Zelandia                                                         | Estadio Ciudad de La Plata, La Plata Widzów: 37 000 Sędzia: Craig Joubert |
| 27 września 201419:10 | González Iglesias 2 (pd) Sánchez 6 (2K) Agulla 5 (P) | 13:34(6:20) | Barrett 14 (4pd 2K) Smith 5 (P) Dagg 5 (P) Savea 5 (P) Perenara 5 (P) | Estadio Ciudad de La Plata, La Plata Widzów: 37 000 Sędzia: Craig Joubert |

| 4 października 201417:00 | Południowa Afryka                                 | 27:25(21:13) | Nowa Zelandia                                             | Ellis Park, Johannesburg Widzów: 61 261 Sędzia: Wayne Barnes |
| 4 października 201417:00 | Pollard 19 (2P 3pd K) Lambie 3 (K) Hougaard 5 (P) | 27:25(21:13) | Barrett 10 (2pd 2K) Smith 5 (P) Coles 5 (P) Fekitoa 5 (P) | Ellis Park, Johannesburg Widzów: 61 261 Sędzia: Wayne Barnes |

| 4 października 201419:40 | Argentyna                                      | 21:17(8:14) | Australia                                          | Estadio Malvinas Argentinas, Mendoza Widzów: 26 000 Sędzia: Nigel Owens |
| 4 października 201419:40 | Sánchez 11 (pd 3K) Imhoff 5 (P) Senatore 5 (P) | 21:17(8:14) | Foley 7 (2pd K) Higginbotham 5 (P) Kuridrani 5 (P) | Estadio Malvinas Argentinas, Mendoza Widzów: 26 000 Sędzia: Nigel Owens |
| 4 października 201419:40 | Phipps · Hooper                                | 21:17(8:14) |                                                    | Estadio Malvinas Argentinas, Mendoza Widzów: 26 000 Sędzia: Nigel Owens |